# Lady Friend
Singles de The Byrds
Have You Seen Her Face
(mai 1967) Goin' Back
(octobre 1967)
Lady Friend est une chanson du groupe de rock américain The Byrds écrite par David Crosby. sortie en 45 tours en juillet 1967, elle réalise une performance commerciale décevante en n'atteignant que la 82e place du hit-parade américain.